# 大谷米一
大谷 米一（おおたに よねいち、1916年6月1日 - 1995年5月9日）は、日本の経営者。ニューオータニ社長、会長を務めた。大谷米太郎の三男として生まれ、叔父の大谷竹次郎の養子となった。長男は大谷和彦。

## 経歴
東京都出身。1939年に早稲田大学商学部を卒業。
1961年にニューオータニ取締役に就任し、副社長を経て、1973年5月には社長に就任し、1993年6月には会長に就任。
1987年11月には勲二等瑞宝章を受章。
1995年5月9日肺癌のために死去。78歳没。

## 人物
日本中央競馬会（JRA）に登録していた馬主でもあり、勝負服の柄は桃、青袖、冠名には「キオイ」を用いた。主な所有馬にはオープン特別戦2勝のキオイドリームがいる。自身の没後には長男の和彦も馬主となっている。

## 関連書籍
- 人事興信所 編『人事興信録 第36版 上』人事興信所、1991年。